# Gruppo di NGC 1819
Il Gruppo di NGC 1819 comprende almeno cinque galassie situate nella costellazione di Orione.

## Descrizione
La distanza media tra il centro di massa di questo gruppo e la nostra Via Lattea è di circa 207 milioni di anni luce (63,6 Mpc).

## Membri
Nella tabella sottostante sono riportati i cinque membri del gruppo elencati da Garcia nel suo articolo del 1993.
| Nome     | Classificazione | Tipo        | RA (J2000.0)  | DEC (J2000.0) | Velocità radiale (km/s) | Magnitudine apparente | Distanza (Mpc) | Dimensioni (kal) |
| -------- | --------------- | ----------- | ------------- | ------------- | ----------------------- | --------------------- | -------------- | ---------------- |
| NGC 1819 | SB0             | Lenticolare | 05h 11m 46.1s | 05° 12′ 02″   | 4470 ± 5                | 12,5                  | 65,9 ± 4,6     | 110              |
| IC 412   | S?              | Spirale     | 05h 21m 56.7s | 03° 29′ 11″   | 4311 ± 46               | 13,7                  | 63,8 ± 4,5     | 84               |
| IC 413   | S0              | Lenticolare | 05h 21m 58.8s | 03° 28′ 56″   | 4333 ± 46               | 13,8                  | 64,1 ± 4,5     | 66               |
| UGC 3294 | SA(rs)b         | Spirale     | 05h 21m 04.0s | 04° 00′ 23″   | 4145 ± 4                | 12,85                 | 61.3,9 ± 4,3   | 179              |
| UGC 3296 | Sab             | Spirale     | 05h 21m 21.9s | 04° 53′ 16″   | 4267 ± 3                | 13,17                 | 63,1 ± 4,4     | 120              |

Il sito DeepskyLog permette di trovare agevolmente le costellazioni in cui sono situate le galassie; in alternativa si possono utilizzare le coordinate delle galassie per individuarle. Se non altrimenti indicato, le coordinate sono quelle fornite dal sito NASA/IPAC (National Aeronautics and Space Administration / Infrared Processing and Analysis Center).